# Venezuela en los Juegos Olímpicos de la Juventud 2014
Venezuela participó en los Juegos Olímpicos de la Juventud 2014 en Nankín, China. El Comité Olímpico Venezolano envió 59 deportistas (casi el triple más que la edición pasada) para competir en 15 disciplinas. La delegación de Venezuela fue una de las más grandes del continente americano.

## Medallas
| Medalla           | Nombre                                   | Deporte           | Evento                            |
| ----------------- | ---------------------------------------- | ----------------- | --------------------------------- |
| Medalla de bronce | Carlos Claverie                          | Natación          | 100 m pecho masculino             |
| Medalla de plata  | Carlos Claverie                          | Natación          | 200 m pecho masculino             |
| Medalla de bronce | Elvismar Rodríguez                       | Judo              | 78 kg femeninos                   |
| Medalla de plata  | Carlos Claverie                          | Natación          | 50 m pecho                        |
| Medalla de plata  | Robeilys Peinado                         | Atletismo         | Salto con garrocha femenino.      |
| Medalla de plata  | Rolando Hernández, José Gómez            | Voleibol de playa | Voleibol de playa masculino       |
| Medalla de plata  | Selección de Fútbol de Venezuela(sub-15) | Fútbol            | Fútbol Femenino.                  |
| Medalla de oro    | María Simancas                           | Atletismo         | Relevo 8x800 mixto internacional. |
| Medalla de plata  | Anthony Montero                          | Lucha             | 63 kg masculino.                  |

## Deportistas
Venezuela contó con la participación de 58 deportistas en 15 disciplinas.
| Disciplina        | Hombres | Mujeres | Total |
| Atletismo         | 5       | 3       | 8     |
| Baloncesto        | 4       | 3       | 7     |
| Ciclismo          | 0       | 2       | 2     |
| Fútbol            | 0       | 18      | 18    |
| Golf              | 1       | 1       | 2     |
| Halterofilia      | 1       | 1       | 2     |
| Judo              | 1       | 1       | 2     |
| Lucha             | 2       | 1       | 3     |
| Natación          | 2       | 2       | 4     |
| Pentatlón moderno | 1       | 0       | 1     |
| Tenis de mesa     | 0       | 1       | 1     |
| Tiro con arco     | 1       | 1       | 2     |
| Triatlón          | 1       | 1       | 2     |
| Vela              | 1       | 1       | 2     |
| Vóley playa       | 2       | 0       | 2     |
| Total             | 22      | 36      | 58    |

Los 58 deportistas han logrado numerosos torneos internacionales y nacionales en sus respectivas disciplinas, como en el caso de la garrochista Robeylis Peinado campeona Mundial juvenil (dueña de récords sudamericanos, Panamericanis y nacionales), Carlos Claverie primer lugar del ranking mundial juvenil de Natación, Jorge García campeón mundial de Golf, Deyna Castellanos goleadora del mundial de fútbol Sub-17 Costa Rica 2014 (la atleta estuvo empatada con la también venezolana María Gabriela García, siendo la primera vez que un mundial de fútbol tiene 2 goleadoras de un mismo país)y capitana de la selección de fútbol que participará en Nanjing, quiénes conquistaron el 4.º lugar del mundial de Costa Rica 2014. Los venezolanos José Gómez y Rolando ganaron medalla de bronce en el Campeonato Mundial de Voleibol de Playa Sub-19, que se realizó en Oporto, Portugal. Yorlys Zabala, logró el 3.er lugar en el torneo mundial de Halterofilia Sub-17 en la división de 48 kg.

## Deportes

### Atletismo
1. Samuel Cedeño
2. Jefferson Chacón
3. Edinson Luna
4. Robeilys Peinado
5. Josneyber Ramírez
6. María Simancas
7. Cumache Yolver
8. Yarilda Zapata

### Baloncesto 3x3
Masculino:
1. Christian Centeno
2. Daniel Garmendia
3. Adrían Espinoza
4. José Materán

Femenino:
1. Laury García
2. María Montilla
3. Givana Padilla
4. Génesis Rivera

### Ciclismo
1. Daryorie Arrieche
2. Andrea Contreras

### Fútbol
1. Valentina Bonaiuto
2. Iceis Briceño
3. Nayluisa Cáceres
4. Yanleidys Caldoza
5. Argelis Campos
6. Deyna Castellanos
7. Olimar Castillo
8. Leiydy del Pino
9. Nikol Gonza
10. Fátima Lobo
11. Sandra Luzardo
12. Greisbell Márquez
13. María Ortegano
14. Nathalie Pasquel
15. Katherine Portillo
16. Yuleisy Rivero
17. Estefanía Sequera
18. Hilary Vergara

### Golf
1. José García
2. María Merchán

### Judo
1. Luis Gonzáles
2. Elvismar Rodríguez

### Halterofilia
| Atleta            | Evento          | Arrancada | Arrancada | Dos tiempos | Dos tiempos | Total | Lugar |
| Atleta            | Evento          | Resultado | Lugar     | Resultado   | Lugar       | Total | Lugar |
| ----------------- | --------------- | --------- | --------- | ----------- | ----------- | ----- | ----- |
| Wilson Magallanes | Masculino 69 kg |           |           |             |             |       |       |
| Yorlis Zabala     | Femenino 53 kg  | 80        | 3.º       | 95          | 4.º         | 175   | 4.º   |

### Lucha
1. Eliezer Aular
2. Adrianny Castillo
3. Anthony Montero

### Natación
Masculino
| Atleta          | Evento             | Preliminar | Preliminar | Semifinal | Semifinal | Final     | Final             |
| Atleta          | Evento             | Tiempo     | Posición   | Tiempo    | Posición  | Tiempo    | Posición          |
| --------------- | ------------------ | ---------- | ---------- | --------- | --------- | --------- | ----------------- |
| Robinson Molina | 50 metros espalda  | 26.22      | 3.º        |           |           |           |                   |
| Robinson Molina | 100 metros espalda | 57.74      | 6.º        | No avanzó | No avanzó | No avanzó | No avanzó         |
| Carlos Claverie | 50 metros braza    |            |            |           |           |           |                   |
| Carlos Claverie | 100 metros braza   | 1:01:62    | 1.º        | 1:01.71   | 1.º       | 1:01.56   | Medalla de bronce |
| Carlos Claverie | 200 metros braza   |            |            |           |           |           |                   |

Femenino
| Atleta            | Evento              | Preliminar | Preliminar | Final     | Final     |
| Atleta            | Evento              | Tiempo     | Posición   | Tiempo    | Posición  |
| ----------------- | ------------------- | ---------- | ---------- | --------- | --------- |
| Simone Palomo     | 100 metros mariposa |            |            |           |           |
| Simone Palomo     | 200 metros mariposa | 2:16.94    | 6.º        | No avanzó | No avanzó |
| Vanessa Fernández | 200 metros mariposa | 2:19.84    | 3.º        | No avanzó | No avanzó |

### Pentatlón moderno
| Atleta             | Evento    | Esgrima (espada a toque único) | Esgrima (espada a toque único) | Esgrima (espada a toque único) | Natación (200 m estilo libre) | Natación (200 m estilo libre) | Natación (200 m estilo libre) | Combinado: tiro/atletismo (10 m pistola de aire)/(3000 m) | Combinado: tiro/atletismo (10 m pistola de aire)/(3000 m) | Combinado: tiro/atletismo (10 m pistola de aire)/(3000 m) | Total puntos | Lugar final |
| Atleta             | Evento    | Resultados                     | Lugar                          | Puntos                         | Tiempo                        | Lugar                         | Puntos                        | Tiempo                                                    | Lugar                                                     | Puntos                                                    | Total puntos | Lugar final |
| ------------------ | --------- | ------------------------------ | ------------------------------ | ------------------------------ | ----------------------------- | ----------------------------- | ----------------------------- | --------------------------------------------------------- | --------------------------------------------------------- | --------------------------------------------------------- | ------------ | ----------- |
| Berengerth Sequera | Masculino |                                |                                |                                |                               |                               |                               |                                                           |                                                           |                                                           |              |             |

### Tenis de mesa
1. Gremlis Arvelo

### Tiro con arco
1. José Capote
2. Verona Villegas

### Triatlón
| Atleta            | Evento    | Natación (750 m) | Trans 1 | Bicicleta (20 km) | Trans 2 | Corrida (5 km) | Total   | Lugar |
| ----------------- | --------- | ---------------- | ------- | ----------------- | ------- | -------------- | ------- | ----- |
| José Solorzano    | Masculino | 9:54             | 44      | 29:21             | 28      | 16:52          | 57:19   | 15.º  |
| Katherine Clemant | Femenino  | 10:07            | 50      | 31:40             | 29      | 20:48          | 1:03:54 | 14.º  |

### Vela
1. Manuel de la Rosa
2. Barbara Moya

### Voleibol de playa
- José Gregorio Gómez
- Rolando Hernández